# Molva molva

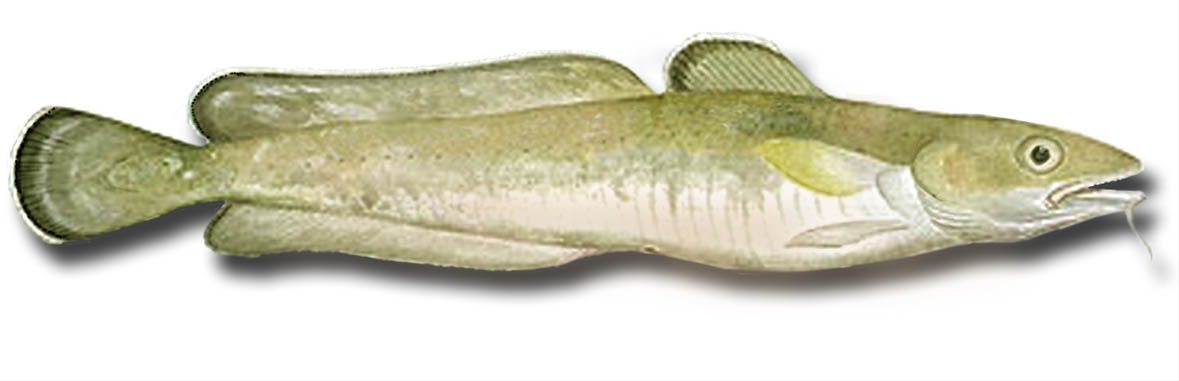
Molva molva

Molva molva (Mihalț de mare) este o specie de  pește marin din familia Gadidae. El poate atinge o lungime de 2 m și o greutate de 40 kg. 

## Caractere morfologice
Mihalțul de mare, are un maxilar bine dezvoltat, pe partea ventrală a maxilarului inferior are o mustață. Pe spatele și flancuri are o culoare brun verzuie marmorată. Înotătorile abdominale sun unite.

## Mod de viață
Molva molva trăiește în regiunile de coastă ale Atlanticului de Nord, de lungul țărmurilor ce aparțin de Golful Biscaya, Islanda, Scandinavia, Marea Nordului, putând fi întâlnit și în Marea Mediterană de vest. Mihalțul de mare preferă zona pelagică ajungând până la adâncimi de 400 m. El este un pește răpitor care se hrănește cu heringi, gadidae, calcani, crabi și stele de mare.